# Luigi Pasetti
Luigi Pasetti (Francolino, 9 settembre 1945) è un allenatore di calcio ed ex calciatore italiano, di ruolo difensore.

## Caratteristiche tecniche

### Giocatore
Era un calciatore grintoso che ha giocato prevalentemente come terzino fluidificante a destra, grazie alla facilità di corsa. Nel finale di carriera Giovan Battista Fabbri lo ha schierato come libero.

## Carriera

### Giocatore

#### Club
Crebbe calcisticamente nella SPAL dove costituì, assieme a Fabio Capello, Edoardo Reja, Arturo Bertuccioli, Franco Pezzato, Maurizio Moretti, Lauro Pomaro e Gianfranco Bozzao, la colonia di giovani calciatori spallini nati a metà degli anni quaranta che Paolo Mazza farà esordire in prima squadra, facendoli giocare sia in Serie A che in Serie B. Con questi calciatori la SPAL, con Giovan Battista Fabbri allenatore, vincerà lo scudetto Primavera nel 1965.
Debuttò in prima squadra nel finale di stagione 1963-1964, nell'incontro Bologna-Spal 2-1 del 14 aprile 1964. A partire dalla stagione successiva fu promosso titolare nel ruolo di terzino sinistro, conquistando la promozione in Serie A e disputando tre campionati nella massima serie.

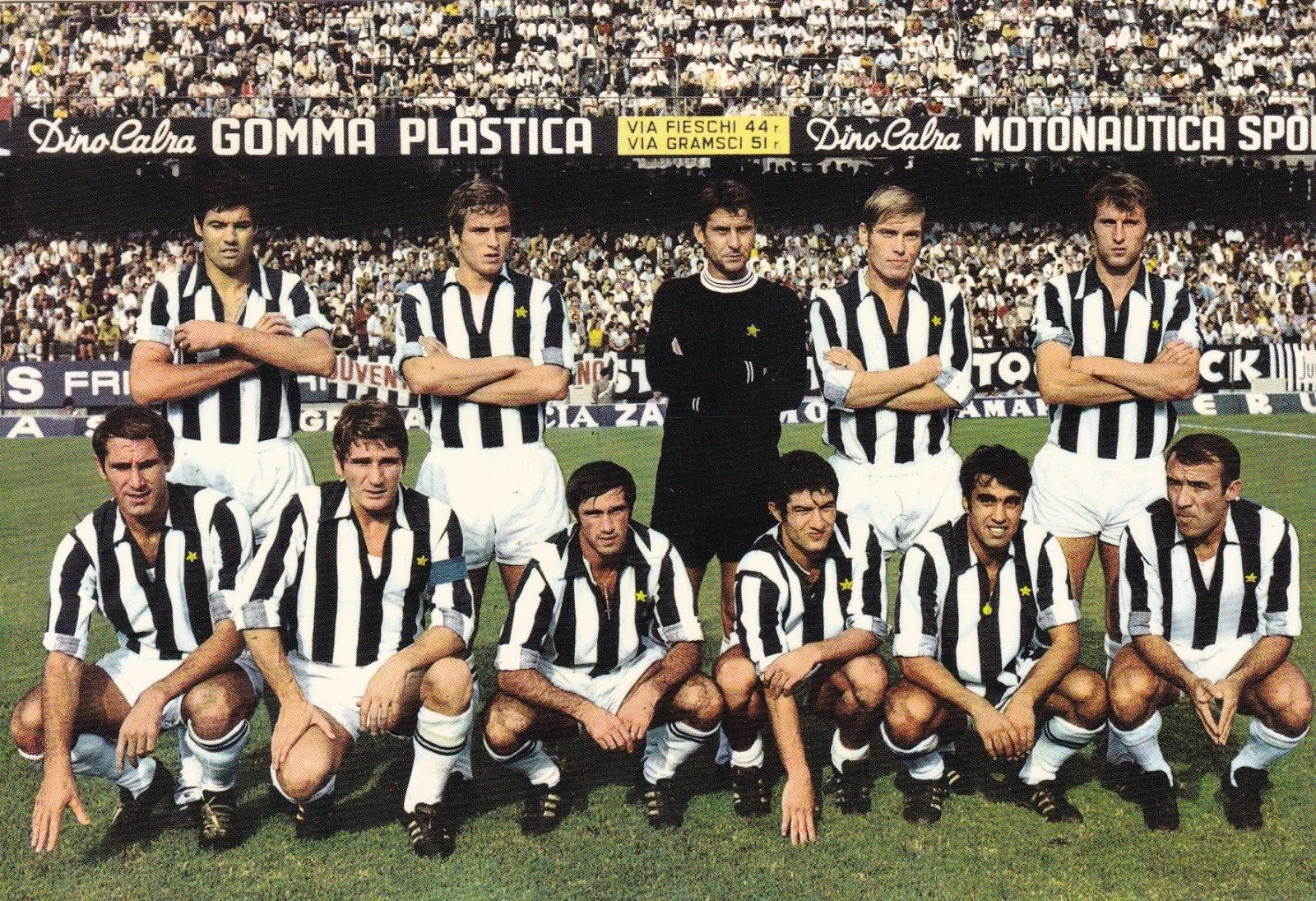
Pasetti (accosciato, terzo da sinistra) nella Juventus 1968-1969

Nel 1968, dopo la retrocessione della SPAL in Serie B, Pasetti ebbe l'occasione di giocare nella Juventus. A Torino disputò 19 partite su 30 nel campionato 1968-1969, alternandosi a Gianluigi Roveta nel ruolo di terzino destro, oltre a 4 partite in Coppa delle Fiere e 3 in Coppa Italia; la sua stagione fu condizionata dai problemi difensivi della formazione bianconera e da alcuni infortuni.
Nel 1969 fu ceduto al Palermo, nell'ambito del passaggio di Giuseppe Furino ai bianconeri. In Sicilia disputò cinque campionati, tra Serie A e Serie B, ottenendo la promozione nella massima serie nel 1971-1972 quando fu titolare nella difesa meno battuta del campionato.
Nel 1974 si trasferì al Piacenza in Serie C, dove ritrovò il suo mentore Giovan Battista Fabbri e condusse gli emiliani alla vittoria del campionato, con sette punti di vantaggio sulla seconda, e alla promozione in Serie B. Un'altra stagione tra i cadetti con il Piacenza e poi, nel 1976, Pasetti scese di nuovo di categoria, stavolta in Serie D, per giocare nell'Adriese dove concluse la sua carriera di calciatore nel 1980 dopo aver ottenuto una nuova promozione, dalla Serie D alla Serie C2, nel 1978.
Nella sua carriera ha totalizzato complessivamente 139 presenze e una rete (nella sconfitta esterna della SPAL contro il Torino alla prima giornata del campionato di Serie A 1966-1967).

#### Nazionale
Vanta 5 presenze in Nazionale B (esordio il 22 marzo 1967) e 5 in Nazionale Giovanile (esordio il 20 dicembre 1967), ovvero ciò che oggi sono le Nazionali Under-23 ed Under-21.

### Allenatore e dirigente
Successivamente iniziò la carriera di direttore sportivo prima e di allenatore poi; la sua prima esperienza fu con l'Adriese ed in seguito con le giovanili di SPAL (con la quale vinse nel 1986 lo scudetto nel campionato Giovanissimi) e Milan, oltre ad allenare la prima squadra della SPAL nel finale di campionato nel 1991 in Serie C2, con Fabbri direttore tecnico. Successivamente rimane a Ferrara fino al 1997, come allenatore delle giovanili.
Dopo una stagione sulla panchina dell'Imolese, nel Campionato Nazionale Dilettanti, passa al settore giovanile del Milan, dove rimane quattro stagioni. In seguito allena le giovanili del Bologna, prima di ritornare al Milan e poi alla SPAL, alla guida della formazione Esordienti, nel campionato 2010-2011; l'anno successivo siede sulla panchina dei Pulcini della formazione estense.
Dopo il fallimento della SPAL abbandona la nuova società rifondata in Serie D per screzi con la dirigenza, e passa alle giovanili del Vigaranese X Martiri di Porotto.

## Palmarès

### Giocatore

#### Club
- Campionato italiano Serie C: 1

Piacenza: 1974-1975 (girone A)